# Šukių piliakalnis
Šukių piliakalnis, česky lze nazvat hradiště Šukiai, je zaniklé starověké hradiště (mohyla, kopec) nad potokem Brideikis u vesnice Šukiai v Šeimenos seniūnija v okrese Vilkaviškis v Marijampolském kraji v Litvě.

## Další informace
Šukių piliakalnis je památkově chráněný objekt archeologicky potvrzeného zaniklého hradiště na kopci a malého sídliště na úpatí kopce, které pocházejí z 1. až 2. tisíciletí před Kr. Hradiště mělo oválný tvar orientovaný ve směru východ-západ s největší délkou 37 m a největší šířkou 34 m. Archeologický průzkum zde proběhl v roce 1965. Památková ochrana trvá od roku 1998. Na místě jsou vidět jen hrubé obrysy zatravněného hradiště a náznaky valů.

## Galerie

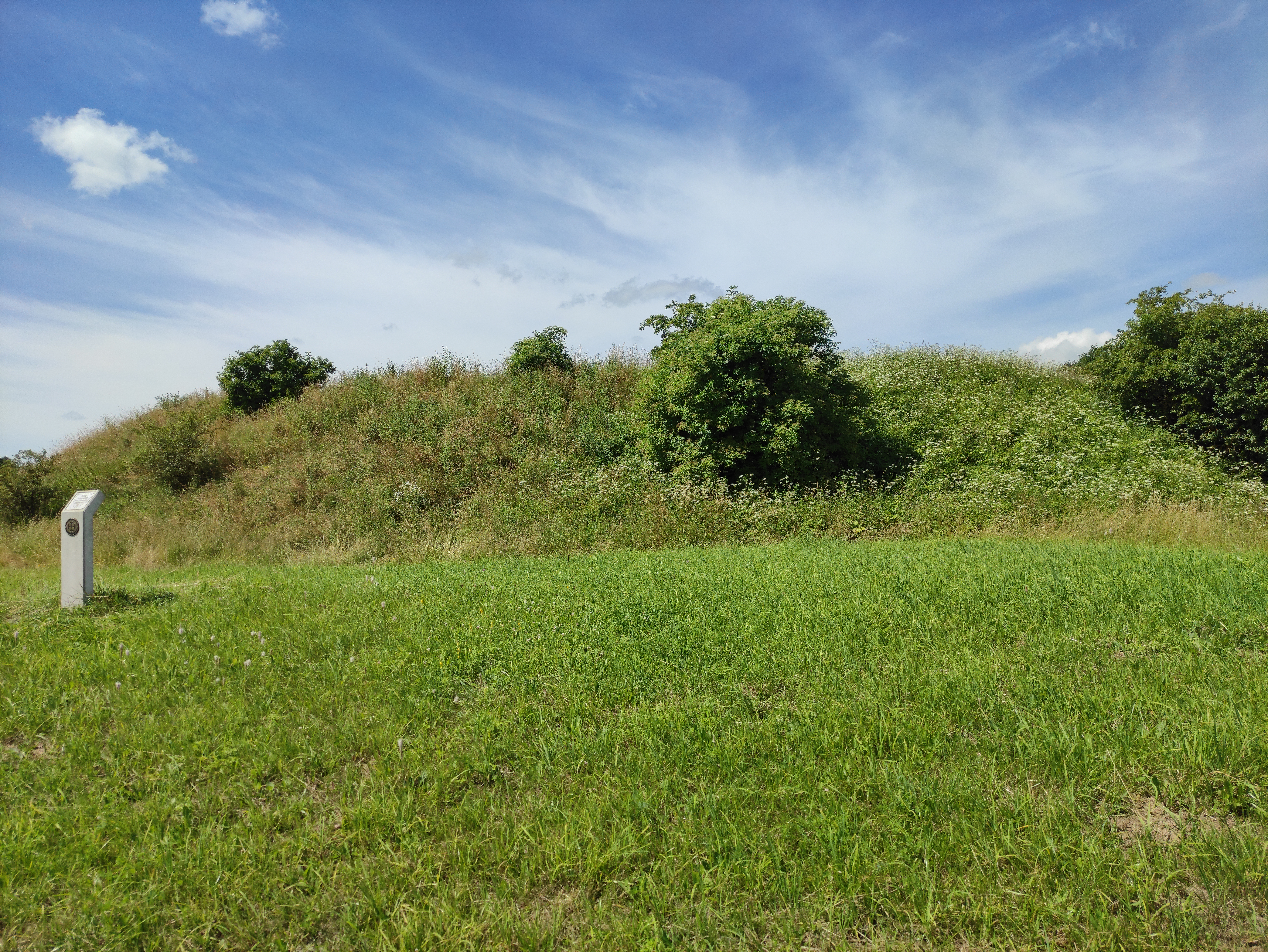
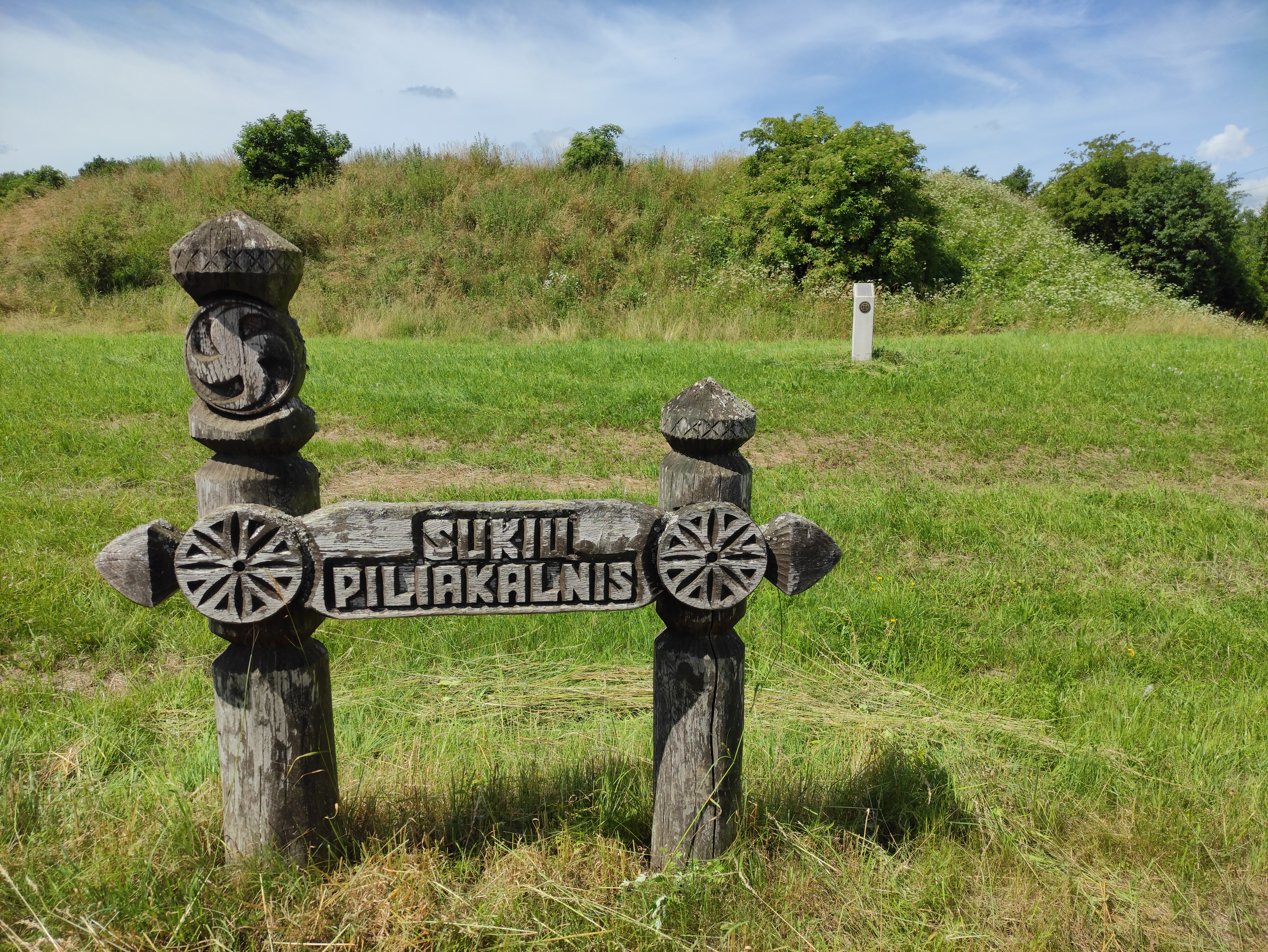